# Conexión (álbum de María José)
Conexión es el primer álbum en vivo y el sexto álbum de la cantante mexicana María José. El disco fue grabado frente a un público seleccionado para asistir a un concierto ubicado en la Ciudad de México en octubre de 2018. El álbum fue dirigido por Armando Ávila y grabado en Quarry Studios. Contó con las participaciones de Ha*Ash, Yuri, Vanesa Martín y Carlos Rivera. De este álbum, se desprenden algunos sencillos como: «Hábito de ti» y «Lo que tenías conmigo».

## Antecedentes y lanzamiento
Se caracteriza por una recopilación de sus temas más populares y canciones inéditas. Destacando la variedad de ritmos musicales como la balada romántica, el rock pop y el urbano. Asimismo, celebra sus 26 años de trayectoria musical. 

## Promoción

### Sencillos
Para la promoción del disco, se lanzaron cuatro sencillos; «Hábito de ti» el 25 de enero de 2019 como sencillo principal con la participación de la cantante española Vanesa Martín, quien originalmente escribió la canción destinada a ella. Los siguientes sencillos fueron «Un nuevo amor»,  «Derroche» y  «Lo que tenías conmigo».

### Sencillos promocionales
El 14 de agosto de 2019, publicó como sencillo promocional «Él era perfecto» en agosto y como segundo sencillo promocional «Rosas en mi almohada» el 27 de enero de 2020.

## Lista de canciones
| N.º | Título                                           | Escritor(es)                                                    | Duración |  |
| 1.  | «Preludio»                                       | Armando Ávila                                                   | 2:01     |  |
| 2.  | «Un nuevo amor»                                  |                                                                 | 4:13     |  |
| 3.  | «Él era perfecto»                                | Paty Cantú, Ángela Dávalos                                      | 3:46     |  |
| 4.  | «Tú ya sabes a mí»                               | José Luis Ortega, Raúl Ortega                                   | 3:49     |  |
| 5.  | «Rosas en mi almohada» (con Ha*Ash)              | Ashley Grace, Hanna Nicole, Kany García                         | 3:25     |  |
| 6.  | «Me equivoqué»                                   | Jimena Lecourtoix, Toodeshki Djafari, Carla García              | 4:20     |  |
| 7.  | «El amor manda»                                  | José Luis Ortega                                                | 3:50     |  |
| 8.  | «Hábito de ti» (con Vanesa Martín)               | Vanesa Martín                                                   | 4:03     |  |
| 9.  | «Evidencias»                                     | María Araujo, Paulo Valle, Augusto Cougil                       | 3:54     |  |
| 10. | «Solo el amor lastima así»                       | Diane Eve Warren                                                | 3:54     |  |
| 11. | «Adelante corazón» (con Yuri)                    | Daniela Romo, Marella Cayre                                     | 3:57     |  |
| 12. | «Lo que tenías conmigo»                          | Moguel Jc, Ignacio Morales, Carolina Rosas                      | 3:55     |  |
| 13. | «Ya no me acuerdo más de ti» (con Carlos Rivera) | Pablo Preciado                                                  | 3:43     |  |
| 14. | «Derroche»                                       | Manuel Jesus de Jiménez                                         | 3:50     |  |
| 15. | «Las que se ponen bien la falda»                 | Andrés Saavedra, Rafael Esparza, Yoel Henríquez, Martha Pesante | 3:51     |  |
| 16. | «La ocasión para amarnos»                        | Luisa Fatello, Teresa Presmanes, Rosalba Gigo, Paola Casiraghi  | 3:45     |  |
| 17. | «Prefiero ser su amante»                         | Paty Cantú, Ángela Dávalos                                      | 3:34     |  |
| 18. | «No soy una señora»                              | Jaime Compaire, Ivano Fossati                                   | 5:11     |  |

## Posiciones en la lista
| Listas (2019)             | Mejor posición |
| ------------------------- | -------------- |
| México Top 100 (AMPROFON) | 1              |

## Certificaciones
| País (organismo certificador) | Certificación | Unidades certificadas |
| ----------------------------- | ------------- | --------------------- |
| México (AMPROFON)             | Oro           | 30 000                |